# Parcul din Hetmanivka
Hetmanivka (în ucraineană Гетьманівський дендропарк) este un parc și monument al naturii de tip peisagistic de importanță locală din raionul Bârzula, regiunea Odesa (Ucraina), situat în satul omonim. Este administrat de întreprinderea de stat „Silvicultura Savrani”.
Suprafața ariei protejate constituie 2 hectare, fiind creată în anul 1972 prin decizia comitetului executiv regional. Peste 40 de specii de copaci se regăsesc în parc, inclusiv specii valoroase de copaci ca: ienupăr, pin, alun turcesc, mierea-ursului, sophora, molid argintiu, cenușer și altele.